# Свадьба Фигаро
«Свадьба Фигаро» (Le nozze di Figaro ossia la folle giornata) — опера-буффа Моцарта на итальянском языке, написанная на либретто Лоренцо да Понте по одноимённой пьесе Бомарше.
Премьера состоялась 1 мая 1786 года в венском Бургтеатре.

## История создания

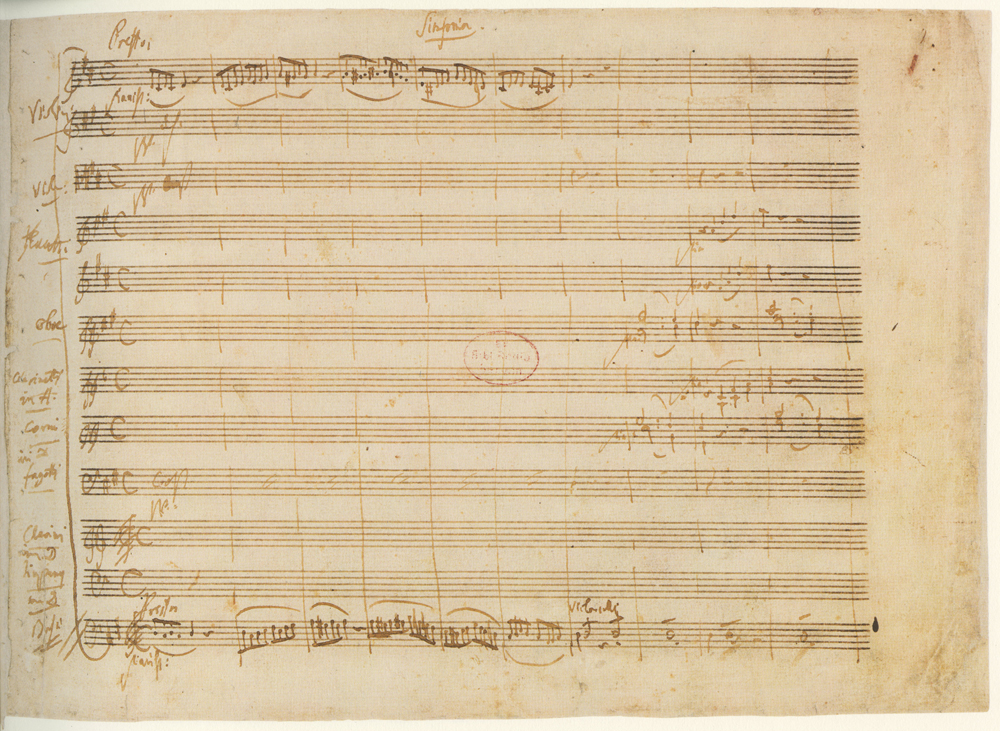
Первая страница увертюры. Автограф Моцарта

К сочинению музыки Моцарт приступил в декабре 1785 года в своей квартире на Домгассе в Вене и закончил её через пять месяцев. Премьера состоялась в Вене 1 мая 1786 года и прошла с незначительным успехом. Сначала пьеса Бомарше была запрещена в Вене как произведение, высмеивающее аристократию и связанное с французской революцией.
Подлинное признание опера приобрела только после постановки в Праге в декабре того же года.

## Премьера
Премьера оперы состоялась в бургтеатре Вены 1 мая 1786 года. Первыми двумя исполнениями дирижировал сам Моцарт (сидя за клавесином), позднее — Йозеф Вайгль. После первого исполнения в 1786 году последовало ещё 8 повторов, и хотя это было ничто по сравнению с частотой исполнения будущей «Волшебной флейты», премьера в общем расценивалась как успешная.
На русский язык либретто оперы впервые перевёл для пения Пётр Ильич Чайковский.

## Действующие лица
| Роль                                            | Певческий голос          | Премьера, 1 Мая 1786 (Дирижёр: В. А. Моцарт) |
| ----------------------------------------------- | ------------------------ | -------------------------------------------- |
| Граф Альмавива                                  | баритон                  | Стефано Мандини                              |
| Фигаро, его камердинер                          | баритон/бас              | Франческо Бенуччи                            |
| Графиня Розина Альмавива                        | сопрано                  | Луиза Ласки                                  |
| Сюзанна, её горничная и невеста Фигаро          | сопрано                  | Нэнси Сторас                                 |
| Керубино, паж графа                             | меццо-сопрано (травести) | Доротея Буссани                              |
| Бартоло, доктор из Севильи                      | бас                      | Франческо Буссани                            |
| Марселина, его ключница                         | сопрано                  | Мария Мандини                                |
| Дон Базилио, учитель пения                      | тенор                    | Майкл Келли                                  |
| Дон Курцио, судья                               | тенор                    | Майкл Келли                                  |
| Антонио, садовник графа, дядя Сюзанны           | бас                      | Франческо Буссани                            |
| Барбарина, его дочь                             | сопрано                  | Анна Готтлиб                                 |
| Смешанный хор крестьян, сельских жителей и слуг |                          |                                              |

## Синопсис

### Действие первое
В замке графа Альмавивы готовятся к свадьбе его камердинера Фигаро и Сюзанны, камеристки супруги графа, Розины.
Событие это становится причиной многих происшествий, ведь с графом надо держать ухо востро. Взять, например, его подарок: он отвёл молодым комнату, которая соединяет его покои с покоями графини. Не успеют господа их позвать, как и Фигаро, и Сюзанна уже тут. Фигаро нравится комната, но Сюзанна… Что с ней? Она решительно отказывается от этого знака внимания со стороны графа. Где же твоя всегдашняя сообразительность, Фигаро? Ведь Альмавива наверняка хочет воспользоваться правом первой ночи! Сюзанне сразу стала ясна настоящая причина графской милости.
Фигаро поражён. Граф после своей женитьбы на Розине объявил об отмене этого обычая. Как бы там ни было, Фигаро не даст себя провести. Он хорошо служит господину, но за свою честь сумеет постоять.
Браку Фигаро и Сюзанны старается помешать графская экономка Марселина и её старый возлюбленный — доктор Бартоло. Бартоло до сих пор не забыл, как ловкий цирюльник одурачил его, устроив женитьбу Альмавивы на красавице Розине. Сейчас мстительный старик решил воспользоваться случаем, чтобы расправиться с Фигаро. В своё время Фигаро занял у Марселины деньги и письменно обязался в случае неуплаты жениться на ней. Предъявляя иск Марселины, хитроумный Бартоло рассчитывает расстроить свадьбу независимого Фигаро, несмотря на то что Марселина по-прежнему волнует его кровь.
Сюзанна не на шутку озабочена создавшимся положением. С интересом слушает она юного пажа Керубино, повествующего о своей любви к графине. Впрочем, не к ней одной питает он нежные чувства. Юноша влюблён во всех женщин замка и поэтому частенько попадает в неприятные переделки. Совсем недавно граф застал его наедине с Барбариной, молоденькой племянницей садовника Антонио, и, разгневавшись, приказал выгнать юнца из замка. Только заступничество графини может смягчить гнев Альмавивы, и Керубино просит Сюзанну замолвить за него словечко перед госпожой. Но, как на грех, появляется граф. Заслышав его приближение, Керубино в испуге прячется за кресло и невольно становится свидетелем того, как Альмавива испрашивает свидание у Сюзанны. Однако и его светлости приходится последовать примеру пажа. Не желая, чтобы пришедший учитель пения Базилио застал его наедине с Сюзанной, Альмавива прячется. Он слышит рассказ Базилио о любви Керубино к графине. Вне себя от негодования выскакивает граф из своего укрытия и приходит в ярость, увидев Керубино.
Несдобровать бы пажу, если бы не Сюзанна. Намекнув, что Керубино был свидетелем излияний графа, девушка несколько умерила гнев своего господина. Смущение графа ещё больше усиливается, когда ему приходится выслушать крестьян, явившихся благодарить сеньора за то, что он отменил феодальное право первой ночи. Крестьян привёл в замок Фигаро, который торопится скорее отпраздновать свою свадьбу с Сюзанной. Альмавиве ничего другого не остаётся, как разрешить свадьбу и милостиво согласиться быть на ней гостем. Воспользовавшись замешательством графа, Керубино вымаливает себе прощение. Но он должен немедленно отправиться в полк, на военную службу. Фигаро демонстрирует избалованному пажу «ужасы» военной службы.

### Действие второе
Комната графини. Сюзанна и графиня решают проучить графа. Сюзанна должна пообещать Альмавиве свидание, но вместо неё к месту встречи явится переодетый Керубино. Едва пажа успели нарядить в платье Сюзанны, как он вынужден спрятаться в соседней комнате, ибо слышны шаги Альмавивы. Однако от внимания ревнивого графа не ускользнуло, что дверь комнаты заперта. Он требует от Розины ключ и, не получив его, отправляется за инструментом, чтобы взломать дверь. Графиня вынуждена подчиниться мужу и сопровождать его. Воспользовавшись этим, Сюзанна проникает в комнату, а Керубино выпрыгивает в окно. Граф торжествует, сейчас он уличит жену в измене. Дверь взломана — и из комнаты выходит Сюзанна. Посрамлённый Альмавива вынужден просить у жены прощения. Но неожиданно появляется садовник Антонио с разбитым цветочным горшком. Кто-то выпрыгнул из окна и сломал цветы. Графиню и Сюзанну выручает находчивый Фигаро. Он заявляет, что только что сам выпрыгнул из окна. Граф в замешательстве. Приход Бартоло, Базилио и Марселины резко меняет положение.

### Действие третье
Зал в замке. Суд решил дело в пользу Марселины, но Фигаро удаётся избежать женитьбы на дуэнье. Неожиданно выясняется, что он — похищенный в младенчестве сын Марселины и Бартоло. Обрадованные родители решают сегодня же вместе со свадьбой вновь обретённого сына сыграть и свою свадьбу. Фигаро замечает, что граф читает какую-то записку. В ней Сюзанна назначила графу свидание. Предварительно она договорилась с графиней обменяться с ней платьем, и ночью к Альмавиве в сад придёт его же собственная жена, переодетая Сюзанной. Записка заколота булавкой. Если граф согласен быть в условленный час в условленном месте, он должен вернуть Сюзанне булавку. Фигаро подозревает неладное и решает следить за графом.

### Действие четвёртое
Сад замка Альмавивы. При свете луны Барбарина ищет утерянную в траве булавку. На вопрос Фигаро, зачем она это делает, девушка отвечает, что по приказанию графа должна доставить булавку Сюзанне. Поражённый вероломством невесты, Фигаро решает устроить засаду и подкараулить Сюзанну с графом. Появление Сюзанны в костюме графини и графини в платье Сюзанны служит поводом для забавных недоразумений. В конце концов, всё распутывается и выясняется. Граф молит жену о прощении, и Розина уступает его мольбам. Безумный день заканчивается весёлым и хорошим праздником.

## Состав оркестра
- Деревянные духовые: 2 флейты, 2 гобоя, 2 кларнета, 2 фагота
- Медные духовые: 2 валторны, 2 трубы
- Ударные: литавры
- Струнные: I и II скрипки, альты, виолончели, контрабасы
- Клавишные: клавесин или фортепиано

## Известные арии и музыкальные отрывки
- Увертюра

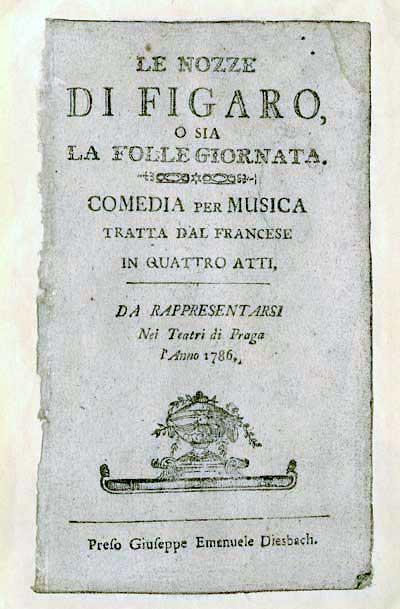
Libretto 1786

- «Se vuol ballare» — ария Фигаро, Act I, scene II
- «La vendetta» — ария доктора Бартоло, Act I, scene III
- «Non so più cosa son, cosa faccio» — ария Керубино, Act I, scene V
- «Non più andrai» — ария Фигаро, Act I, scene VIII
- «Porgi, amor, qualche ristoro» — ария графини, Act II, scene I
- «Voi, che sapete» — ария Керубино, Act II, scene II
- «Venite, inginocchiatevi» — ария Сюзанны, Act II, scene II
- «Hai gia vinta la causa…Vedrò mentr’io sospiro» — ария Альмавивы, in Act III, scene IV
- «E Susanna non vien!…Dove sono i bei momenti» — ария графини, Act III, scene VIII
- «Sull’aria…Che soave zeffiretto» — дуэт Сюзанны и графини Act III, scene X
- «L’ho perduta, me meschina» — ария Барбарины, in Act IV, scene I
- «Il capro e la capretta» — ария Марселины, Act IV, scene IV
- «In quegli anni» — ария дона Базилио, Act IV, scene VI
- «Tutto è disposto…Aprite un po' quegli occhi» — ария Фигаро, Act IV, scene VIII
- «Giunse alfin il momento…Deh vieni, non tardar» — ария Сюзанны, Act IV, scene X

## Аудиозаписи (выборка)
- 1948 год — дирижёр Курт Зандерлинг, хор и оркестр Всесоюзного радио (СССР)

Исполнители: Граф Альмавива — Владимир Захаров, Графиня — Наталья Рождественская, Фигаро — Георгий Абрамов, Сюзанна — Надежда Казанцева, Марселина — Вера Макарова-Шевченко, Керубино — Нина Александрийская, Бартоло — Алексей Королёв, Базилио — Павел Понтрягин
- 1953 год — дирижёр Вильгельм Фуртвенглер, хор Венской оперы, Венский филармонический оркестр

Исполнители: Граф Альмавива — Пауль Шёффлер, Графиня — Элизабет Шварцкопф, Фигаро — Эрих Кунц, Сюзанна — Ирмгард Зеефрид, Марселина — Зиглинда Вагнер, Керубино — Хильда Гюден, Бартоло — Эндре Корех, Базилио — Петер Клайн
- 1955 год — дирижёр Эрих Клайбер, Хор Венской государственной оперы, Венский филармонический оркестр (по лицензии — Мелодия, 4LP, 33Д—023411-18, 1968)

Исполнители: Граф Альмавива — Альфред Пёлль, Графиня — Лиза Делла Каза, Фигаро — Чезаре Сьепи, Сюзанна — Хильда Гюден, Керубино — Сюзанна Данко
- 1968 год — дирижёр Карл Бём, хор и оркестр Немецкой оперы, EMI (Германия)

Исполнители: Граф Альмавива — Дитрих Фишер-Дискау, Графиня — Гундула Яновиц, Фигаро — Герман Прей, Сюзанна — Эдит Матис, Керубино — Татьяна Троянос
- 1971 — дирижёр Колин Дейвис, хор и оркестр BBC; Philips 6707 014

Исполнители: Джесси Норман, Мирелла Френи, Ивонна Минтон, Ингвар Виксель, Владимиро Ганцаролли
- 1990 год — дирижёр Джеймс Ливайн, хор и оркестр театра Метрополитен Опера (США)

Исполнители: Граф Альмавива — Томас Хэмпсон, Графиня — Кири Те Канава, Фигаро — Феруччо Фурланетто, Сюзанна — Дон Апшоу, Марселина — Татьяна Троянос, Керубино — Анна Софи фон Оттер, Бартоло — Пол Плишка, Базилио — Энтони Лашура, Дон Курцио — Майкл Форест, Антонио — Ренато Капекки, Барбарина — Хайди Грант
- 2004 год — дирижёр Рене Якобс, хор Collegium Vocale Gent, оркестр Concerto Köln, Harmonia Mundi (Бельгия)

Исполнители: Граф Альмавива — Саймон Кинлисайд, Графиня — Вероника Жанс, Фигаро — Лоренцо Регаццо, Сюзанна — Патриция Чофи, Марселина — Мари Маклохлин, Керубино — Ангелика Кирхшлагер

## Видеозаписи
- 1967 год (нем. яз.) — режиссёр не указан (режиссёр телезаписи — Иоахим Хесс); дирижёр Ханс Шмидт-Иссерштедт, хор и оркестр Гамбургского оперного театра

Исполнители: Граф Альмавива — Том Краузе, Графиня — Арлин Саундерс, Фигаро — Хайнц Бланкенбург, Сюзанна — Эдит Матис, Марселина — Мария фон Илосвай, Керубино — Элизабет Штайнер, Бартоло — Ноэль Манжен, Базилио — Курт Маршнер
- 2014, 18 октября — режиссёр Ричард Эйр; дирижёр Джеймс Ливайн, хор и оркестр Метрополитен-оперы

Исполнители: Граф Альмавива — Петер Маттеи (англ. Peter Mattei), Графиня — Amanda Majeski, Фигаро — Ильдар Абдразаков, Сюзанна — Марлис Петерсен, Марселина — Сюзанна Ментцер (англ. Susanne Mentzer), Керубино — Изабель Леонард, Бартоло — Джон Дель Карло (англ. John Del Carlo), Базилио — Грег Феддерли (англ. Greg Fedderly), Антонио — Филип Кокоринос (англ. Philip Cokorinos), Барбарина — Ин Фан (англ. Ying Fang), Дон Курцио — Скотт Скалли (англ. Scott Scully),  . Хормейстер Дональд Палумбо (англ. Donald Palumbo). Ведущая Рене Флеминг